# Lars Larsson i Lotorp
Lars Edmund Larsson (i riksdagen kallad Larsson i Lotorp), född 16 november 1921 i Risinge församling, Östergötlands län, död där 30 april 1971, var en svensk typograf och socialdemokratisk politiker.

## Biografi
Larsson var ledamot av första kammaren 1957–1970. Han var också ledamot av den nya enkammarriksdagen från 1971; tillika Socialförsäkringsutskottets första ordförande, invald i Östergötlands läns valkrets. Larsson ingick i det socialdemokratiska förtroenderådet, var ordförande i studiemedelsnämnden, idag CSN och i den statliga utredning som föregick studiemedelsreformen. Larsson ledde ett flertal statliga utredningar bland annat KSA-utredningen som ledde fram till KAS - kontant stöd vid arbetslöshet.
Larsson kallades för den "simmande riksdagsmannen" och var i kraft av sitt idrottsintresse med och startade vad som kallades Älvarnas Blå Band, Vansbrosimningen - vilket numera ingår i en svensk klassiker. Tillsammans med kollegor från första kammaren grundade Larsson den (s)-märkta idrottsföreningen Helgeanspojkarna (HP) för riksdagsledamöter, vilka inledningsvis möttes varje vecka i Folksamhuset under fotbollslandslagets massör Knutte Hallbergs ledning. Larsson var även styrelsemedlem i Simfrämjandet liksom i Riksföreningen mot reumatism.

### Familj
Larsson var gift med Alice Karlsson från Norrköping (1924–1987). Alice arbetade efter makens bortgång vid NÖK, Finspång. De fick barnen Bo (född 1953), samt tvillingarna Björn och Mats (födda 1956).